# Lloyd Aéreo Colombiano
Lloyd Aéreo Colombiano S.A. (LLACSA) fue una aerolínea colombiana que operó entre septiembre de 1954 y abril de 1960.

## Historia[1][2]

### Fundación
En septiembre de 1954, un grupo de inversores privados liderados por Carlos Pérez Calvo, con el respaldo financiero del Banco Popular, fundó LLACSA. El nombre "Lloyd" fue elegido por su asociación con confianza y solidez, aunque no existía conexión con Lloyd's of London ni con Lloyd Aéreo Boliviano. Luis Morales Gómez, director del Banco Popular y amigo personal del general Rojas, facilitó la obtención del permiso operativo sin dificultades. La aerolínea inició operaciones con tres aviones Cessna 310, ofreciendo vuelos frecuentes entre Bogotá y Medellín, compitiendo directamente con Avianca, que operaba la misma ruta con aviones DC-4 más grandes. Debido a la creciente demanda, LLACSA incorporó posteriormente aviones Douglas DC-3 y, más tarde, Curtiss C-46 Commando, con la asistencia de Leeward Aeronautical Inc. de Miami. 

### Expansión de rutas y flota
Bajo la dirección de Gonzalo Mejía, LLACSA expandió sus operaciones. El 11 de marzo de 1956, inauguró vuelos a la isla de San Andrés, convirtiéndose en la primera aerolínea en ofrecer este servicio y fomentando el turismo en la región. A partir de 1956, con el apoyo del gobierno colombiano, la aerolínea estableció rutas internacionales hacia Riberalta y Cochabamba en Bolivia, y Guayaquil en Ecuador. Estas rutas se extendieron posteriormente a La Paz, Asunción, Montevideo y Buenos Aires, donde el general Perón recibió personalmente el primer vuelo colombiano. En el norte, se iniciaron servicios desde Barranquilla a La Habana y Miami. Para respaldar esta expansión, LLACSA adquirió un Fairchild C-82 Packet para operaciones de carga y, con financiamiento del Banco Popular, intentó modernizar su flota con aviones Vickers Viscount. Sin embargo, dificultades financieras impidieron completar los pagos de estas aeronaves. 

### Problemas Financieros y Cierre
La falta de registros contables actualizados y la ausencia de representación legal adecuada llevaron al Banco Popular a retirar su apoyo financiero. Además, cambios en el gobierno redujeron el respaldo político de la aerolínea. Directivos anteriores enfrentaron acusaciones de contrabando y evasión fiscal. Para evitar la incautación de sus aviones, estos fueron transferidos a una nueva empresa llamada Intereses Aéreos S.A. LLACSA canceló todos sus servicios internacionales y, en enero de 1958, se declaró en bancarrota, suspendiendo todas las operaciones de vuelo. 
El 25 de abril de 1958, se estableció Lloyd Aéreo Colombiano S.A. (LLACSA) con una nueva razón social, intentando revivir la aerolínea. Con una plantilla de 128 empleados y tres aviones Curtiss C-46 Commando, la nueva empresa reanudó operaciones en agosto de 1959, retomando rutas nacionales y el servicio a Miami. Sin embargo, dos accidentes en abril de 1960 afectaron gravemente su reputación y operaciones. El 17 de abril, el avión HK-870 "Santa Brigida" realizó un aterrizaje de emergencia en el aeropuerto Eldorado de Bogotá debido a una falla en el tren de aterrizaje, cerrando la terminal principal por más de 24 horas. Dos días después, el HK-390 "Santa Inés" se estrelló al aproximarse al aeropuerto, resultando en la muerte de 32 de las 41 personas a bordo. Investigaciones revelaron deficiencias en los procedimientos de seguridad y mantenimiento de la aerolínea, con las tres aeronaves pendientes de mantenimiento mayor. Estos eventos precipitaron la suspensión definitiva de operaciones el 22 de abril de 1960. 

## Flota
LLACSA utilizó las siguientes aeronaves para sus vuelos comerciales:
- Cessna 310 (HK-348)
- Curtiss C-46 Commando (HK-790, HK-870, HK-390, HK-391 y X-392)
- Douglas DC-3
- Fairchild C-82 Packet
- Handley Page Dart Herald
- Vickers Viscount (HK-943X, fue comprado pero no utilizado)

## Destinos
Desde 1956, LLACSA expandió su red de destinos internacionales, incluyendo:

### ColombiaColombia
- Barranquilla
- Bogotá
- Bucaramanga
- Cali
- Cartagena
- Leticia
- Manizales
- Medellín
- Pereira
- San Andrés
- San Gil

### BoliviaBolivia
- Riberalta
- Cochabamba
- La Paz

### EcuadorEcuador
- Guayaquil

### ParaguayParaguay
- Asunción

### UruguayUruguay
- Montevideo

### Argentina
- Buenos Aires
- Salta

### ChileChile
- Santiago de Chile
- Arica

### PerúPerú
- Lima

### CubaCuba
- La Habana

### Estados Unidos
- Miami

## Accidentes e incidentes
- El 26 de junio de 1958, un Curtiss C-46A-45-CU Commando (HK-391) sufrió un problema con el motor que obligó a la tripulación a realizar un aterrizaje de emergencia en la orilla del mar cerca de Puerto Columbia.[4]
- El 17 de abril de 1960, un Curtiss C-46A (HK-870) aterrizó con el tren de aterrizaje levantado en el Aeropuerto El Dorado, Bogotá.[5]
- El 19 de abril de 1960, un Curtiss C-46D-10-CU Commando (HK-390) que operaba como el vuelo 501 de LLACSA se estrelló en mientras se aproximaba al Aeropuerto El Dorado. De las 51 personas a bordo: 37 fallecieron y 14 sobrevivieron. La causa probable se debió a un error del piloto al no tomar las medidas adecuadas para contrarrestar la pérdida de velocidad y altura en el viraje de la aproximación final.[6]